# Bloomington, Minnesota
Bloomington är en stad (city) i Hennepin County i delstaten Minnesota i USA. Staden hade 89 987 invånare, på en yta av 99,47 km² (2020). Den är en del av storstadsområdet Minneapolis-Saint Paul.
I Bloomington ligger USA:s största shoppingcenter, Mall of America.
Staden var fram till 1993 hemort för NHL-klubben Minnesota North Stars som därefter flyttades till Dallas i Texas och blev Dallas Stars.